# 론데르제일

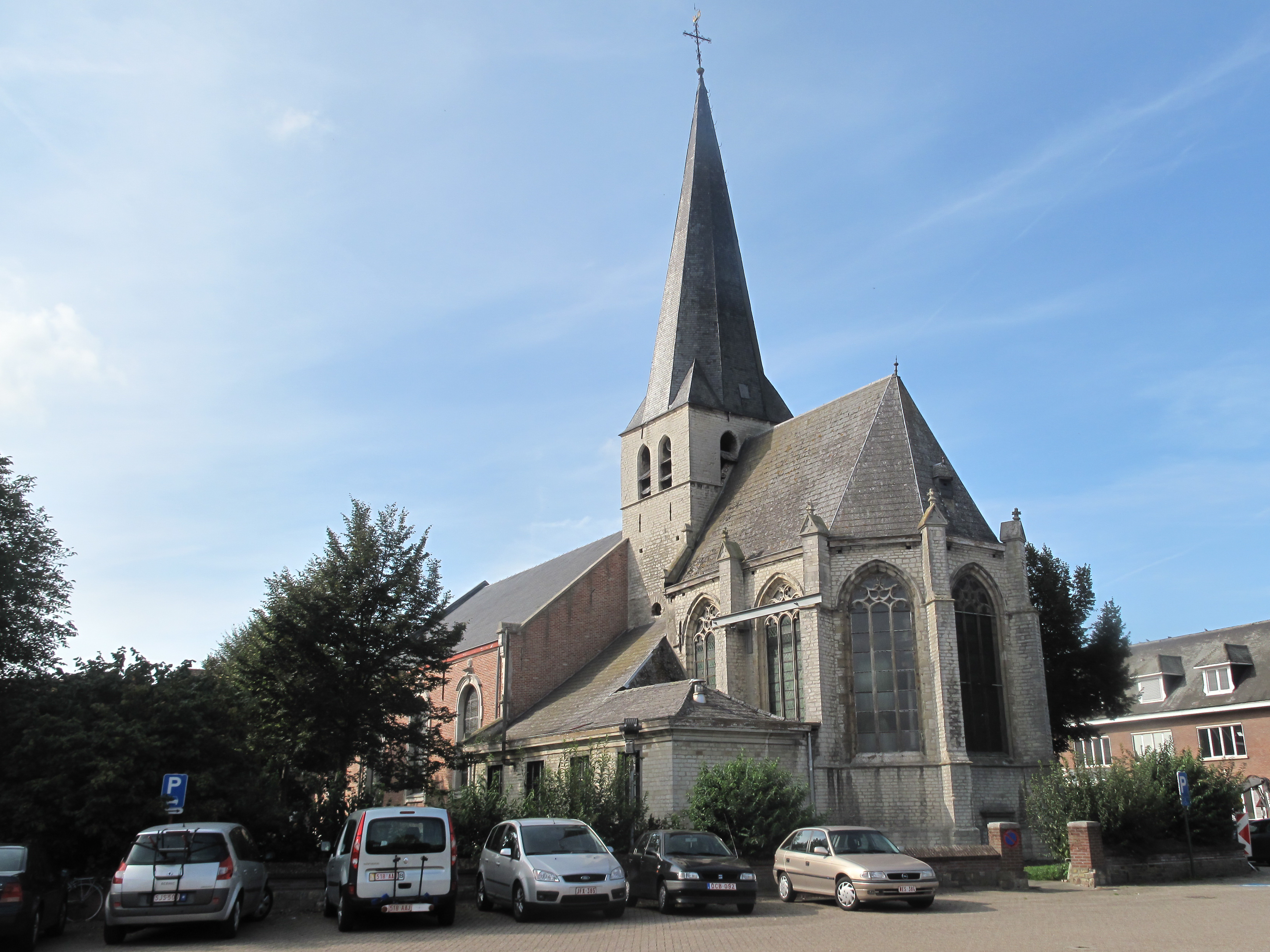
론데르제일 스테인휘펄(Steenhuffel) 교회

론데르제일(네덜란드어: Londerzeel)은 벨기에 플란데런 지역 플람스브라반트주에 위치한 도시로 면적은 36.29km2, 인구는 18,274명(2016년 1월 1일 기준), 인구 밀도는 500명/km2이다.

시기
시 문장